# LEGO House
Het LEGO House (ook bekend als Home of the Brick) is een multifunctioneel gebouw in de Deense plaats Billund, circa 1 kilometer van Legoland. Het gebouw staat op de plek van het voormalige raadhuis van Billund. De bouwwerkzaamheden startten in 2014 en het LEGO House werd op 28 september 2017 geopend.
Het LEGO House is ontworpen door de Bjarke Ingels Group (BIG), en lijkt op 21 witte LEGO-blokken die op elkaar zijn gestapeld. Het gebouw kent vier zones die elk een eigen thema hebben en middels een kleur zijn gemarkeerd: de rode zone staat voor creativiteit, de blauwe voor cognitieve vaardigheden, de groene voor sociale vaardigheden en de gele zone voor emotionele vaardigheden. Over de zones zijn twee tentoonstellingsruimtes en vier speellocaties verdeeld. Het LEGO House heeft een vloeroppervlak van 12.000 m².
In de kelder van LEGO House bevindt zich het Legomuseum dat een overzicht geeft van Lego-sets die in de loop der jaren zijn uitgebracht. Tevens belicht de tentoonstelling het leven van de uitvinder van Lego, Ole Kirk Christiansen, en de geschiedenis van het bedrijf.

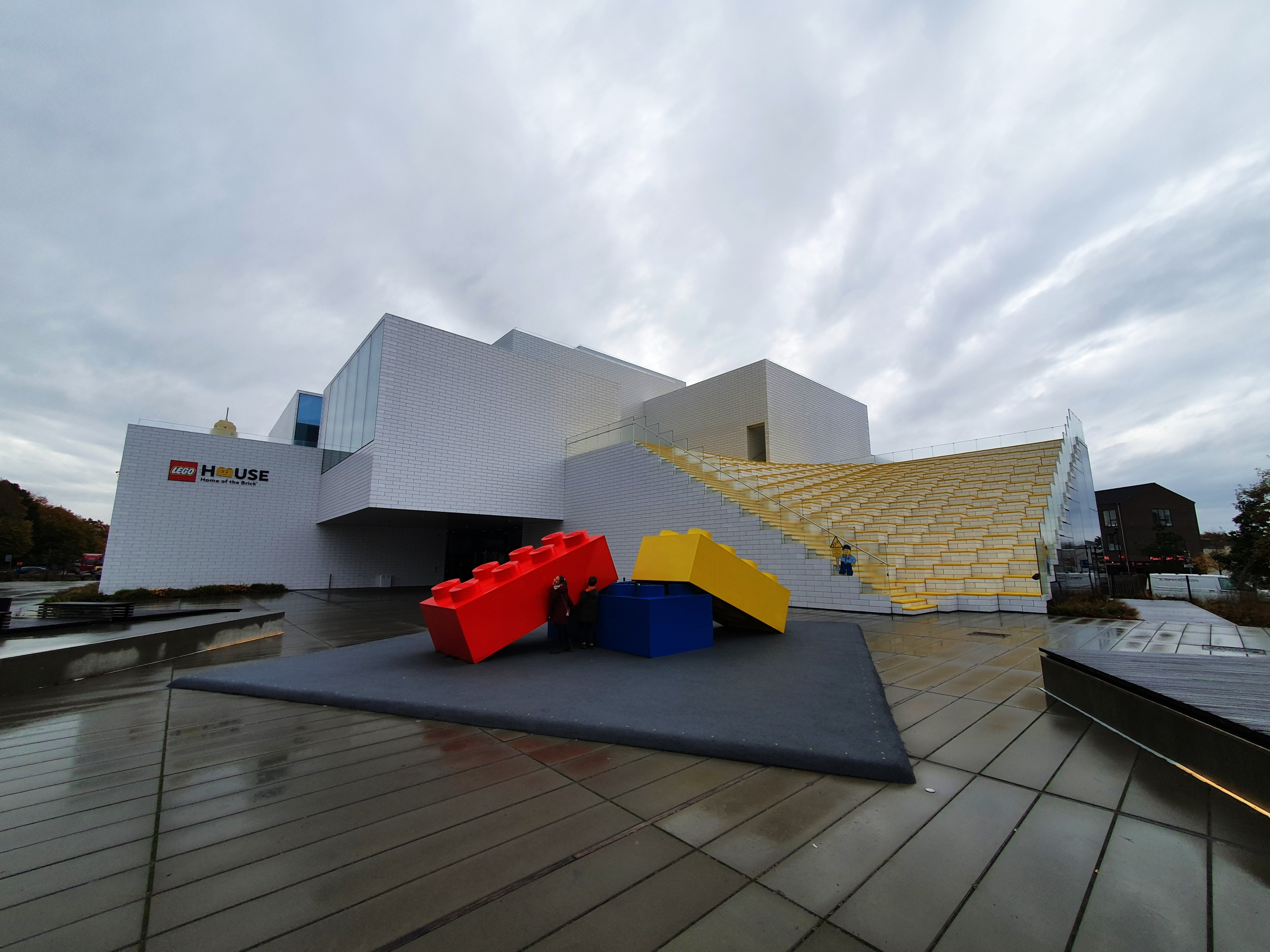
Buitenzijde van Lego House

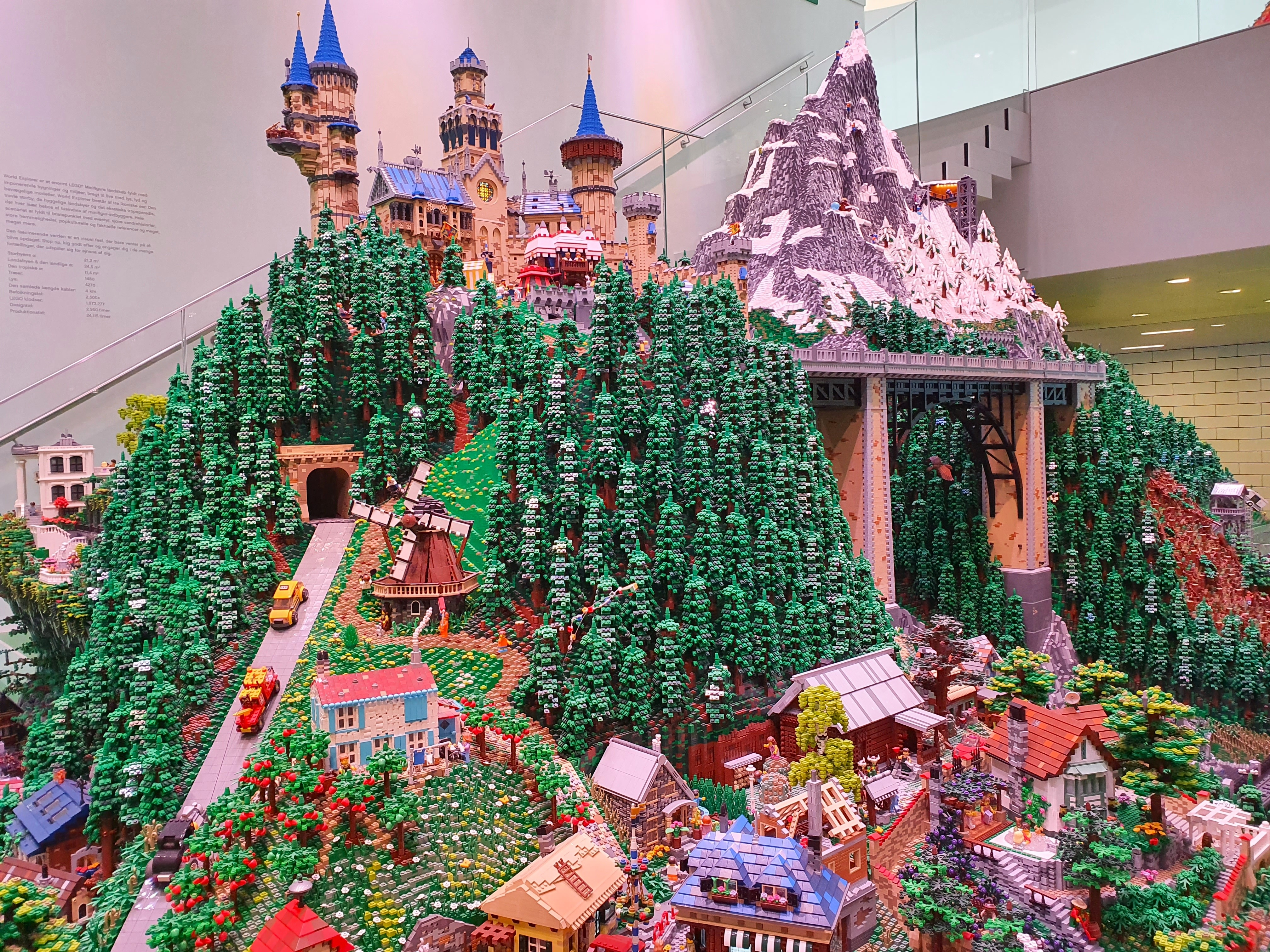
Alpien tafereel van Legostenen in het Lego House